# 石田恭一郎
石田 恭一郎（いしだ きょういちろう、1968年5月11日 - ）は、株式会社竜製作所の第四代目代表取締役。

## 略歴
1968年5月11日に岐阜県大垣市で生まれ育つ。
母方の祖父は大垣藩300石の士族であり、祖母は矢道村（現：大垣市矢道町）の庄屋であった。
1992年、日本大学生物資源科学部森林資源学科を卒業。1987年に小田急六野駅（現在の日大前駅）で、ホームから転落した男性を救助したとして、当時の日本大学新聞で取り上げられた。在学中の1990年から1年間は、カリフォルニア州立大学　イーストベイ校へ留学。
当時は湾岸戦争時の最中ということもあり、日本大学での専攻とは異なるメディア学を専攻した。
大学卒業後、前田建設工業株式会社へ入社。中国支店、本店営業部、関西支店で勤務を経て、退社。その後2003年に株式会社竜製作所へ入社し、2010年に第四代目代表取締役社長へ就任した。現在は、シリコンバレーのベンチャー企業へ投資をする投資家としての一面もみせている。

## 現在
- 株式会社竜製作所　代表取締役
- リュウ株式会社　代表取締役
- 株式会社ユニゾン・ワールド　代表取締役
- 無錫嚆成電機有限公司　総経理
- 宇田精密股份有限公司　副総経理

## 関連
作家の横関朝子は母方の親戚である。